# Маврентий (военный магистр)

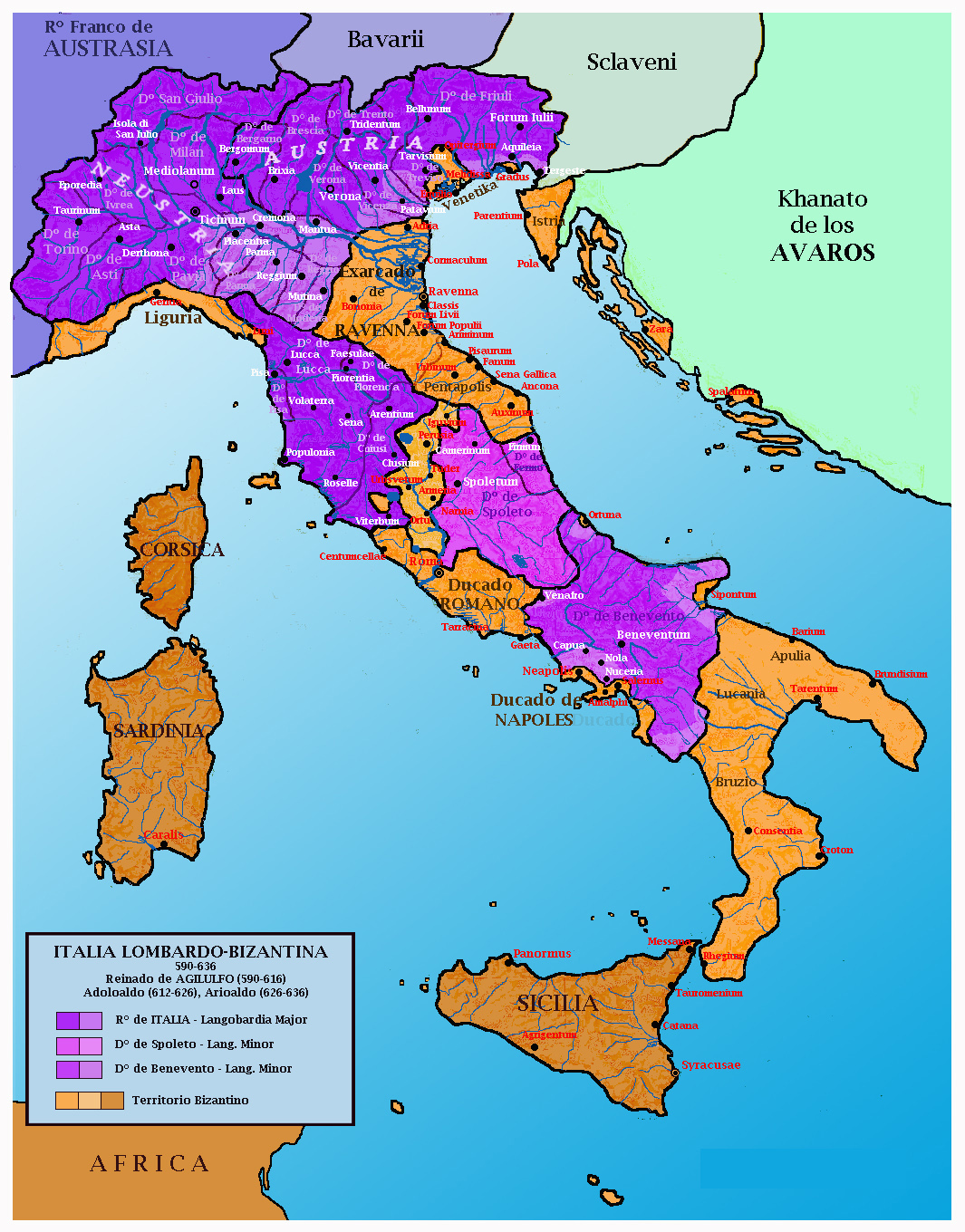
Апеннинский полуостров в 590—636 годах

Маврентий (лат. Maurentius; умер не ранее июня 599) — византийский военачальник, военный магистр в Кампании.

## Биография
Маврентий известен только из писем папы римского Григория I Великого. Он был адресатом шести посланий этого наместника Святого Престола. Ещё в нескольких письмах содержатся упоминания о Маврентии. Все эти послания датированы временем от сентября 590 года до июня 599 года.
О происхождении Маврентия точных сведений в современных ему документах не сохранилось. Известно только, что его братом был Иоанн, подвизавшийся монахом в римском монастыре Святого апостола Андрея. Значительные земельные владения Иоанна на Сицилии свидетельствуют, что он и Маврентий были знатного происхождения: возможно, они были выходцами из какой-нибудь сенаторской семьи. На этих основаниях предполагается, что братья могли быть уроженцами Апеннинского полуострова.
Первые сведения о Маврентии датируются сентябрём 590 года, когда Григорий I Великий ожидал его приезда в Рим. Возможно, тогда Маврентий занимал какую-то высокую должность на Сицилии, так как в папских посланиях он наделялся титулами «vir magnificus» и «chartularius». Григорий I Великий связывал с прибытием Маврентия решения многих проблем Рима: возобновление снабжения горожан сицилийским хлебом, организацию обороны города от нападений лангобардов и прекращение имущественных споров. Вероятно, Маврентий прибыл в Рим не ранее февраля 591 года и был с почётом принят папой. В апреле 596 года Григорий I Великий и Маврентий направили совместное послание в Равенну, в котором осуждали незаконное использование паллия местным архиепископом Маринианом.
Скорее всего, хартуларий Маврентий тождественен тому своему тёзке, который в конце VI века был одним из наиболее высокопоставленных представителей византийской власти в Южной Италии. Обращаясь к этому Маврентию, Григорий I Великий называл его «gloriosus magister militum», «gloriosissimus» и «gloria vestra». Вероятно, использование папой столь высоких титулов связано с назначением Маврентия на должность военного магистра, под командование которого византийским императором Маврикием были переданы войска в Кампании. Точная дата этого назначения неизвестна. В сообщениях об осаде в 592 году лангобардами герцога Беневенто Арехиса I Неаполя о каких-либо византийских должностных лицах в городе и вообще в Кампании не упоминается. Более того, для предотвращения захвата Неаполя Григорий I Великий был вынужден самовластно назначить командующим городским гарнизоном известного своими военными талантами римского трибуна Констанция. На этом основании делается вывод, что Маврентий получил должность магистра армии в Кампании не ранее этого срока: возможно, незадолго до своего первого упоминания в папском послании в феврале 598 года.
Вероятно, Маврентий был первым византийским должностным лицом, назначенным управлять территорией, в первой половине VII века получившей название Неаполитанский дукат. Однако, скорее всего, сам Маврентий дуксом не был. Резиденция Маврентия находилась в Неаполе. О структуре византийских владений в Кампании того времени сохранилось очень мало сведений. Известно только, что одним из подчинявшихся Маврентию чиновников был комит Мизено Комитатиций. В одном из послании упоминалось о конфликте этих византийцев из-за невыплаты Комитатицием денег за вино гарнизону Мизено, поставленное ранее жителями Прочиды, находившимися на попечении Маврентия. В другом послании Григорий I Великий просил военного магистра снисходительно отнестись к комиту, заслужившему славу в военных действиях против врагов папства (скорее всего, лангобардов). В обоих посланиях папа римский выступал посредником между Маврентием и Комитатицием. Предполагается, что целью Григория I Великого было направить их совместные усилия на борьбу с лангобардами, незадолго до того под командованием герцога Сполето Ариульфа одержавшими несколько побед над византийцами.
Значительная часть обращённых к Маврентию посланий Григория I Великого связана с конфликтом между епископом Неаполя Фортунатом II и некоторыми знатными горожанами. Вскоре после своего избрания на кафедру летом 598 года епископ содействовал передаче своим сторонникам Фаусту и Домицию части городской собственности, включая акведук и городские ворота. Передача частным лицам столь важной для существования города собственности осенью того же года стала причиной мятежа неаполитанцев. Против таких действий Фортуната II выступила и группа знати во главе с градоначальником Неаполя (лат. maior populi) Теодором и членом городского совета Рустицием. Первый из них съездил в Рим, где заручился поддержкой Григория I Великого, а наместник Святого Престола, в свою очередь, обратился с ходатайством к Маврентию. В своих письмах папа римский просил военного магистра проконтролировать возвращение Фортунатом II и его сторонниками всей незаконно изъятой городской собственности. Призывая Маврентия как наиболее высокопоставленного должностного лица в Кампании самостоятельно решить этот спор в соответствии с законами, Григорий I Великий сетовал, что бездействие военного магистра вынудило его заниматься столь несоответствующими статусу папы римского делами. Вероятно, Маврентий последовал наказу Григория I Великого, так как в мае или июне 599 года Домиций жаловался папе римскому на преследования, которым его подверг военный магистр. Однако была ли возвращена городу его собственность, в посланиях папы римского не упоминается.
В ещё одном послании Григория I Великого сообщается, что тот в апреле 599 года содействовал представителям Маврентия в поездке в Равенну. Там те должны были получить от экзарха Калинника средства для содержания византийского войска в Южной Италии. В феврале — апреле 599 года Маврентий упоминался как посредник в разрешении возникшего при епископе Викторе конфликта между духовенством Палермской епархии и местными иудеями. По поручению папы римского Маврентий должен был стать судьёй (лат. iudices electi) в споре о самовластной конфискации епископом Виктором имущества еврейской общины Палермо: синагоги, ксенодохия и прилегавших к тем садов.
В письмах Григория I Великого упоминается, что среди полномочий Маврентия были выдача разрешений на отплытие судов из порта Неаполя и курирование военной стражи на городских стенах. Будучи наиболее знатным византийским военачальником в Южной Италии, Маврентий руководил как военными действиями против лангобардов, так и осуществлял дипломатические контакты с их правителями. В том числе, через Маврентия папа римский передал, по крайней мере, одно послание беневентскому герцогу Арехису I. Таким образом, в введение Маврентия было вверено как военное, так и гражданское управление Неаполем и его окрестностями. Распространялись ли полномочия Маврентия и на Сицилию, достоверно не известно.
Никаких сведений о Маврентии после июня 599 года не сохранилось. Возможно, что он перестал быть магистром армии в Кампании вскоре после этой даты, так как не позднее ноября 599 года византийским наместником этих земель был уже дукс Гудескальк. Неизвестно, утратил Маврентий должность из-за своей смерти или был лишён её императором.